# Cyamus nodosus
Cyamus nodosus är en kräftdjursart som beskrevs av Christian Frederik Lütken 1860. Cyamus nodosus ingår i släktet Cyamus och familjen vallöss. Inga underarter finns listade i Catalogue of Life.